# 다베촌 (이와테현)
다베촌(田部村)은 이와테현 니노헤군에 설치되었던 촌이다. 현재의 구즈마키정에 해당한다.

## 연혁
- 1889년 4월 1일 - 정촌제 시행과 함께 니노헤군 다베촌이 성립하였다.
- 1955년 7월 15일 - 이와테군 구즈마키정, 에리카촌과 합병해 새로운 구즈마키정이 되었다.

## 참고서적
- 『이와테현 정촌 합병지』(이와테현 총무부 지방과, 1957년)